# Serie A 1984-1985 (pallamano maschile)
La Serie A 1984-1985 è stata la 16ª edizione del torneo di primo livello del campionato italiano di pallamano maschile.

Esso venne organizzato dalla Federazione Italiana Giuoco Handball.

Il torneo fu vinto dalla Pallamano Trieste per la 7ª volta nella sua storia.

A retrocedere in serie B furono l'Handball Club Rimini, l'Handball Club San Giorgio Molteno e l'I.T.I.S. Fermi Frascati.

## Formula del torneo
Il torneo fu diviso in più fasi e più precisamente:
- Prima fase: le squadre furono ripartite in due gironi da otto squadre ciascuno su base territoriale (girone nord e sud). Le prime quattro classificate di ogni girone si qualificarono ai play off scudetto, le ultime quattro furono relegate ai play out salvezza.
- Play off scudetto: le 8 squadre qualificate disputatarono i play off con la formula dell'eliminazione diretta; la vincitrice fu proclamata campione d'Italia.
- Play out salvezza: le 8 squadre qualificate disputatarono i play out con la formula dell'eliminazione diretta; le squadre classificate al 14º, 15º e 16º posto furono retrocesse in serie B.

## Girone Nord

### Squadre partecipanti
| Città           | Club                          | Palasport | Sponsor        | Stagione precedente                 |
| --------------- | ----------------------------- | --------- | -------------- | ----------------------------------- |
| Bologna         | Handball Club Bologna 1969    |           | Parimor Sarema | 4ª in Serie A - Gir. Nord 1983-1984 |
| Bolzano         | Südtiroler Sportverein Bozen  |           | Loacker        | 7ª in Serie A - Gir. Nord 1983-1984 |
| Bressanone (BZ) | Südtiroler Sportverein Brixen |           | Birra Forst    | 3ª in Serie A - Gir. Nord 1983-1984 |
| Molteno (LC)    | Handball Club San Giorgio     |           | Bardò          | Serie B 1983-1984                   |
| Rimini          | Handball Club Rimini          |           | Jomsa          | Serie B 1983-1984                   |
| Rovereto (TN)   | Handball Club Rovereto        |           | Trentino       | 1ª in Serie A - Gir. Nord 1983-1984 |
| Rubiera (RE)    | Pallamano Rubiera             |           | Cottodomus     | 5ª in Serie A - Gir. Nord 1983-1984 |
| Trieste         | Pallamano Trieste             |           | Cividin        | 2ª in Serie A - Gir. Nord 1983-1984 |

### Classifica stagione regolare
|  | Pos. | Squadra      | Pt | G  | V  | N | S  | GF  | GS  | D   | Note                                        |
|  | ---- | ------------ | -- | -- | -- | - | -- | --- | --- | --- | ------------------------------------------- |
|  | 1.   | Trieste      | 24 | 14 | 11 | 2 | 1  | 333 | 250 | +83 | Qualificato alla Coppa dei Campioni 1985-86 |
|  | 2.   | Bologna 1969 | 18 | 14 | 9  | 0 | 5  | 301 | 301 | 0   |                                             |
|  | 3.   | Bozen        | 17 | 14 | 8  | 1 | 5  | 296 | 282 | +14 |                                             |
|  | 4.   | Brixen       | 17 | 14 | 8  | 1 | 5  | 303 | 290 | +13 |                                             |
|  | 5.   | Rovereto     | 16 | 14 | 6  | 4 | 4  | 265 | 244 | +21 |                                             |
|  | 6.   | Rubiera      | 8  | 15 | 7  | 1 | 6  | 320 | 331 | -11 |                                             |
|  | 7.   | H.C. Rimini  | 5  | 14 | 2  | 1 | 11 | 262 | 318 | -56 | Retrocesso in Serie B 1985-86               |
|  | 8.   | Molteno      | 0  | 14 | 0  | 0 | 14 | 297 | 361 | -64 | Retrocesso in Serie B 1985-86               |

## Girone Sud

### Squadre partecipanti
| Città                      | Club                     | Palasport | Sponsor     | Stagione precedente                |
| -------------------------- | ------------------------ | --------- | ----------- | ---------------------------------- |
| Conversano (BA)            | Handball Club Conversano |           |             | 1ª in Serie A - Gir. Sud 1983-1984 |
| Frascati (RM)              | I.T.I.S. Enrico Fermi    |           |             | 8ª in Serie A - Gir. Sud 1983-1984 |
| Gaeta (LT)                 | Sporting Club Gaeta      |           | Acqua Fabia | 7ª in Serie A - Gir. Sud 1983-1984 |
| Imola (BO)                 | Handball Club Imola 1973 |           | Filomarket  | 6ª in Serie A - Gir. Sud 1983-1984 |
| Roma                       | Centro Sportivo Esercito |           |             | 3ª in Serie A - Gir. Sud 1983-1984 |
| San Giorgio a Cremano (NA) | Atletica San Giorgio     |           | Marianelli  | Serie B 1983-1984                  |
| Scafati (SA)               | Handball Scafati         |           | Champion    | Campione d'Italia                  |
| Teramo                     | Teramo Handball          |           | Wampum      | 4ª in Serie A - Gir. Sud 1983-1984 |

### Classifica stagione regolare
|  | Pos. | Squadra                 | Pt | G  | V  | N | S  | GF  | GS  | D    | Note                          |
|  | ---- | ----------------------- | -- | -- | -- | - | -- | --- | --- | ---- | ----------------------------- |
|  | 1.   | Gaeta                   | 22 | 14 | 10 | 2 | 2  | 318 | 241 | +77  |                               |
|  | 2.   | Scafati                 | 22 | 14 | 11 | 0 | 3  | 398 | 294 | +104 |                               |
|  | 3.   | Imola                   | 18 | 14 | 8  | 2 | 4  | 363 | 301 | +62  |                               |
|  | 4.   | Teramo                  | 15 | 14 | 7  | 1 | 6  | 381 | 341 | +40  |                               |
|  | 5.   | Conversano              | 13 | 14 | 5  | 3 | 6  | 364 | 353 | +11  |                               |
|  | 6.   | Atletica San Giorgio    | 13 | 14 | 6  | 1 | 7  | 306 | 319 | -13  |                               |
|  | 7.   | C.S. Esercito           | 9  | 14 | 4  | 1 | 9  | 335 | 372 | -37  |                               |
|  | 8.   | I.T.I.S. Fermi Frascati | 0  | 14 | 0  | 0 | 14 | 200 | 444 | -244 | Retrocesso in Serie B 1985-86 |

## Play off scudetto

### Tabellone principale
|  | Quarti di finale | Quarti di finale | Quarti di finale | Quarti di finale | Quarti di finale |  |  | Semifinali | Semifinali | Semifinali | Semifinali | Semifinali |    |    | Finale | Finale  | Finale  | Finale | Finale |  |
|  |                  |                  |                  |                  |                  |  |  |            |            |            |            |            |    |    |        |         |         |        |        |  |
|  | 1A               | Trieste          | Trieste          | 31               | 23               |  |  |            |            |            |            |            |    |    |        |         |         |        |        |  |
|  | 4B               | Teramo           | Teramo           | 12               | 18               |  |  | 1A         | Trieste    | 25         | 14         | 23         |    |    |        |         |         |        |        |  |
|  | 2B               | Scafati          | Scafati          | 37               | 23               |  |  | 2B         | Scafati    | 20         | 22         | 15         |    |    |        |         |         |        |        |  |
|  | 3A               | Bozen            | Bozen            | 21               | 22               |  |  |            |            |            |            |            |    |    | 1A     | Trieste | Trieste | 27     | 26     |  |
|  | 1B               | Gaeta            | Gaeta            | 22               | 22               |  |  |            |            | 4A         | Brixen     | Brixen     | 19 | 21 |        |         |         |        |        |  |
|  | 4A               | Brixen           | Brixen           | 22               | 23               |  |  | 3A         | Brixen     | 24         | 27         | 24         |    |    |        |         |         |        |        |  |
|  | 2A               | Bologna 1969     | Bologna 1969     | 17               | 23               |  |  | 3B         | Imola      | 29         | 24         | 21         |    |    |        |         |         |        |        |  |
|  | 3B               | Imola            | Imola            | 19               | 28               |  |  |            |            |            |            |            |    |    |        |         |         |        |        |  |

### Risultati

#### Quarti di finale
| Squadra 1    | Squadra 2 | Gara 1  | Gara 2     | Gara 3 |
| ------------ | --------- | ------- | ---------- | ------ |
| Trieste      | Teramo    | Trieste | Teramo     |        |
| Trieste      | Teramo    | 31 - 12 | 23 - 18    |        |
| Scafati      | Bozen     | Scafati | Bolzano    |        |
| Scafati      | Bozen     | 37 - 21 | 23 - 22    |        |
| Gaeta        | Brixen    | Gaeta   | Bressanone |        |
| Gaeta        | Brixen    | 22 - 22 | 22 - 23    |        |
| Bologna 1969 | Imola     | Bologna | Imola      |        |
| Bologna 1969 | Imola     | 17 - 19 | 23 - 28    |        |

#### Semifinali 1º/4º posto
| Squadra 1 | Squadra 2 | Gara 1     | Gara 2  | Gara 3     |
| --------- | --------- | ---------- | ------- | ---------- |
| Trieste   | Scafati   | Trieste    | Scafati | Trieste    |
| Trieste   | Scafati   | 25 - 20    | 14 - 22 | 23 - 15    |
| Brixen    | Imola     | Bressanone | Imola   | Bressanone |
| Brixen    | Imola     | 24 - 29    | 27 - 24 | 24 - 21    |

#### Semifinali 5º/8º posto
| Squadra 1 | Squadra 2    | Gara 1  | Gara 2  | Gara 3 |
| --------- | ------------ | ------- | ------- | ------ |
| Gaeta     | Bologna 1969 | Gaeta   | Bologna |        |
| Gaeta     | Bologna 1969 | 24 - 19 | 24 - 23 |        |
| Bozen     | Teramo       | Bolzano | Teramo  |        |
| Bozen     | Teramo       | 22 - 23 | 27 - 28 |        |

#### Finale 1º/2º posto
| Squadra 1 | Squadra 2 | Gara 1  | Gara 2     | Gara 3 |
| --------- | --------- | ------- | ---------- | ------ |
| Trieste   | Brixen    | Trieste | Bressanone |        |
| Trieste   | Brixen    | 27 - 19 | 26 - 21    |        |

#### Finale 3º/4º posto
| Squadra 1 | Squadra 2 | Gara 1  | Gara 2  | Gara 3 |
| --------- | --------- | ------- | ------- | ------ |
| Imola     | Scafati   | Imola   | Scafati |        |
| Imola     | Scafati   | 25 - 30 | 22 - 29 |        |

#### Finale 5º/6º posto
| Squadra 1 | Squadra 2 | Gara 1  | Gara 2  | Gara 3  |
| --------- | --------- | ------- | ------- | ------- |
| Gaeta     | Teramo    | Gaeta   | Teramo  | Gaeta   |
| Gaeta     | Teramo    | 31 - 23 | 28 - 29 | 29 - 26 |

#### Finale 7º/8º posto
| Squadra 1 | Squadra 2    | Gara 1  | Gara 2  | Gara 3  |
| --------- | ------------ | ------- | ------- | ------- |
| Bozen     | Bologna 1969 | Bolzano | Bologna | Bolzano |
| Bozen     | Bologna 1969 | 21 - 22 | 27 - 25 | 24 - 21 |

## Play-out

### Tabellone principale
|  | Quarti di finale | Quarti di finale        | Quarti di finale        | Quarti di finale | Quarti di finale |  |  | Semifinali | Semifinali           | Semifinali           | Semifinali | Semifinali |    |    | Finale | Finale   | Finale   | Finale | Finale |  |
|  |                  |                         |                         |                  |                  |  |  |            |                      |                      |            |            |    |    |        |          |          |        |        |  |
|  | 5A               | Rovereto                | Rovereto                | 22               | 21               |  |  |            |                      |                      |            |            |    |    |        |          |          |        |        |  |
|  | 8B               | I.T.I.S. Fermi Frascati | I.T.I.S. Fermi Frascati | 10               | 12               |  |  | 5A         | Rovereto             | Rovereto             | 26         | 23         |    |    |        |          |          |        |        |  |
|  | 6B               | Atletica San Giorgio    | 28                      | 22               | 26               |  |  | 6B         | Atletica San Giorgio | Atletica San Giorgio | 18         | 20         |    |    |        |          |          |        |        |  |
|  | 7A               | H.C. Rimini             | 24                      | 25               | 23               |  |  |            |                      |                      |            |            |    |    | 5A     | Rovereto | Rovereto | 26     | 33     |  |
|  | 5B               | Conversano              | 33                      | 26               | 29               |  |  |            |                      | 5B                   | Conversano | Conversano | 25 | 33 |        |          |          |        |        |  |
|  | 8A               | Molteno                 | 26                      | 27               | 24               |  |  | 5B         | Conversano           | Conversano           | 34         | 39         |    |    |        |          |          |        |        |  |
|  | 6A               | Rubiera                 | 29                      | 28               | 28               |  |  | 6A         | Rubiera              | Rubiera              | 31         | 34         |    |    |        |          |          |        |        |  |
|  | 7B               | C.S. Esercito           | 26                      | 29               | 26               |  |  |            |                      |                      |            |            |    |    |        |          |          |        |        |  |

### Risultati

#### Quarti di finale
| Squadra 1            | Squadra 2               | Gara 1                | Gara 2  | Gara 3                |
| -------------------- | ----------------------- | --------------------- | ------- | --------------------- |
| Rovereto             | I.T.I.S. Fermi Frascati | Rovereto              | Roma    |                       |
| Rovereto             | I.T.I.S. Fermi Frascati | 22 - 10               | 21 - 12 |                       |
| Atletica San Giorgio | H.C. Rimini             | San Giorgio a Cremano | Rimini  | San Giorgio a Cremano |
| Atletica San Giorgio | H.C. Rimini             | 28 - 24               | 22 - 25 | 26 - 23               |
| Conversano           | Molteno                 | Conversano            | Molteno | Conversano            |
| Conversano           | Molteno                 | 33 - 26               | 26 - 27 | 29 - 24               |
| Rubiera              | C.S. Esercito           | Rubiera               | Roma    | Rubiera               |
| Rubiera              | C.S. Esercito           | 29 - 26               | 28 - 29 | 28 - 26               |

#### Semifinali 9º/12º posto
| Squadra 1  | Squadra 2            | Gara 1     | Gara 2                | Gara 3 |
| ---------- | -------------------- | ---------- | --------------------- | ------ |
| Rovereto   | Atletica San Giorgio | Rovereto   | San Giorgio a Cremano |        |
| Rovereto   | Atletica San Giorgio | 26 - 18    | 23 - 20               |        |
| Conversano | Rubiera              | Conversano | Rubiera               |        |
| Conversano | Rubiera              | 34 - 31    | 39 - 34               |        |

#### Semifinali 13º/16º posto
| Squadra 1     | Squadra 2               | Gara 1  | Gara 2  | Gara 3  |
| ------------- | ----------------------- | ------- | ------- | ------- |
| C.S. Esercito | Molteno                 | Roma    | Molteno | Roma    |
| C.S. Esercito | Molteno                 | 31 - 28 | 23 - 26 | 37 - 29 |
| H.C. Rimini   | I.T.I.S. Fermi Frascati | Rimini  | Roma    |         |
| H.C. Rimini   | I.T.I.S. Fermi Frascati | 19 - 14 | 18 - 12 |         |

#### Finale 9º/10º posto
| Squadra 1 | Squadra 2  | Gara 1   | Gara 2     | Gara 3 |
| --------- | ---------- | -------- | ---------- | ------ |
| Rovereto  | Conversano | Rovereto | Conversano |        |
| Rovereto  | Conversano | 26 - 25  | 33 - 33    |        |

#### Finale 11º/12º posto
| Squadra 1 | Squadra 2            | Gara 1  | Gara 2                | Gara 3 |
| --------- | -------------------- | ------- | --------------------- | ------ |
| Rubiera   | Atletica San Giorgio | Rubiera | San Giorgio a Cremano |        |
| Rubiera   | Atletica San Giorgio | 32 - 22 | 35 - 25               |        |

#### Finale 13º/14º posto
| Squadra 1   | Squadra 2     | Gara 1  | Gara 2  | Gara 3  |
| ----------- | ------------- | ------- | ------- | ------- |
| H.C. Rimini | C.S. Esercito | Rimini  | Roma    | Rimini  |
| H.C. Rimini | C.S. Esercito | 23 - 21 | 23 - 24 | 25 - 32 |

#### Finale 15º/16º posto
| Squadra 1 | Squadra 2               | Gara 1  | Gara 2  | Gara 3 |
| --------- | ----------------------- | ------- | ------- | ------ |
| Molteno   | I.T.I.S. Fermi Frascati | Molteno | Roma    |        |
| Molteno   | I.T.I.S. Fermi Frascati | 29 - 21 | 22 - 19 |        |

## Campioni
| Campione d'Italia 1984-1985 |
| --------------------------- |
| Pallamano Trieste 7º titolo |